# يوديد الصوديوم
يوديد الصوديوم هو مركب كيميائي له الصيغة NaI، ويكون على شكل بلورات عديمة اللون شغوفة بالرطوبة، تحمل في بنيتها البلورية على جزيئتي ماء NaI.2H2O.
يتبلور يوديد الصوديوم في شبكة بلورية مشابهة لـكلوريد الصوديوم.

## الخواص
- ينحل بشكل جيد جداً بالماء (حوالي 200 غ / 100 مل ماء)، وكذلك بالإيثانول (50 غ / 100 مل إيثانول).
- تتلون بلوراته بالإضافة إلى محاليله تدريجياً بالتماس مع الهواء إلى اللون البني، ويحدث ذلك نتيجة تحرير اليود.

## التحضير
يحضر يوديد الصوديوم من تفاعل تعديل يوديد الهيدروجين بـهيدروكسيد الصوديوم

## الاستخدامات
- يمزج عادة مع ملح الطعام لتعويض نقص اليود.
- يستخدم يوديد الصوديوم الموسوم بنظير اليود 131I من أجل فحص وظائف الغدة الدرقية.

## السلامة
له تأثير مخرش ومهيج على الجلد والأغشية المخاطية

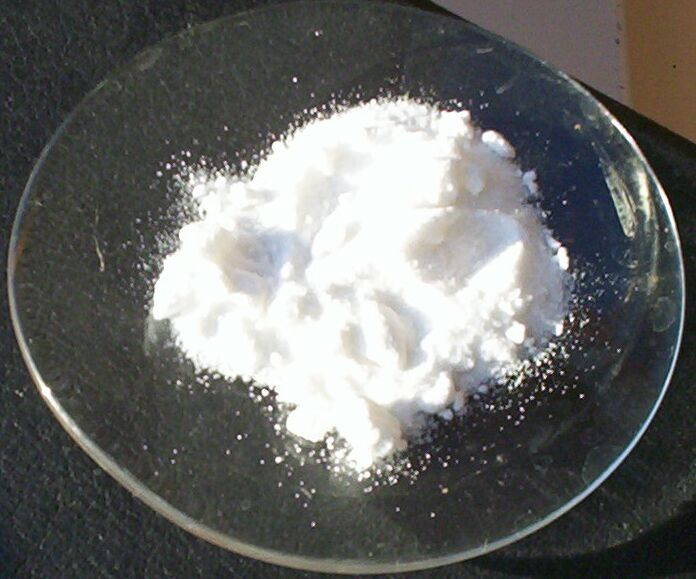
يوديد الصوديوم